# 太田景子
太田 景子（おおた けいこ、1984年11月21日 - ）は、気象キャスター。静岡県生まれ。法政大学工学部経営工学科（現理工学部経営システム工学科）卒業。大学時代の愛称は、だいちゃん。2010年に気象予報士となる。

## 経歴・人物
静岡県出身。静岡県立川根高等学校卒業後、法政大学に進学。
法政大学時代は工学部バレーボール部（第31期）に所属。ポジションはレフト。
大学卒業後、静岡放送（SBS）のラジオキャスター、2011年にはNHK広島放送局気象キャスターを経て、2014年8月から『ANNスーパーJチャンネル』（テレビ朝日）のお天気キャスターを務める。
2018年9月26日、朝日地球会議にパネリストとして登壇。
2021年6月6日の「サンデーLIVE!!」で結婚したことを発表した。

## 出演

### テレビ・ラジオ
過去
- スーパーJチャンネル（2016年12月24日まで）
- お好みワイドひろしま
- NHKニュース おはようひろしま
- GOGOワイドらぶらじ
- グッド!モーニング（通常は不定期に気象解説を担当、依田司が不在の場合は天気予報を担当。）
- サンデーLIVE!!（テレビ朝日・朝日放送テレビ・メ〜テレ共同制作、2018年10月7日 - 2023 年5月28日）

### 雑誌
- 朝日小学生新聞「お天気の時間です」